# 住友優子
住友優子（日语：／ Sumitomo Yūko，1968年7月11日—），日本女性配音員、旁白。出身於東京都。青二Production所屬。Pie-Land主宰。丈夫九十九一是藝人，也是一個孩子的母親。身高155cm。A型血。

## 簡歷
東京都立富士高等學校畢業。青二塾第9期週日班東京校第11期畢業。
約1997年開始，她與小野坂昌也一起出演《笑一笑又何妨！》的「美好的情書世界」，負責朗讀觀眾提交的情書。她以閱讀情書而聞名，無論情書多麼嚴肅，都會以一種變態和不必要的性感方式（因此，她有時稱自己為感性配音員）。

## 人物
音域：C—F（2個八度和4度）。
她出現在許多動畫、外國電影、遊戲和電視節目中，作為演員，她出現在許多舞台上。
興趣：舞蹈、唱歌。

## 演出
粗體字表示主要角色。

### 電視動畫
- 櫻桃小丸子（1990年，本地阿姨）
- 人小鬼大
- 秀逗泰山阿達♡（1993年，護士、女孩子）
- 小小男子漢（1993年，美和）
- 美少女戰士R（1993年—1994年，護士、女孩子、女員工）
- 橘子醬男孩（1994年，高瀨彌生）
- 空想科學世界（1995年，妖精、妖精B）
- 鬼太郎 (第4作)（1996年—1997年，綠、筒井晴美、河童B、廣播、協助人士、真）
- 聖路美娜女學院（日语：聖ルミナス女学院）（1998年，梅麗娜·斯卡菲西）
- 南海奇皇（日语：南海奇皇）（1998年，島原魅波）
- 遊☆戲☆王（1998年，真由美）
- 週刊故事樂園（日语：週刊ストーリーランド）「103便SOS」（1999年，妻子）
- 金田一少年之事件簿（2000年，留美）
- SAMURAI GIRL 武俠派女高中生（2001年，菱沼奈奈子、後藤史織）
- 永恆傳奇 THE ANIMATION（2001年，奎奇、溫蒂妮）
- 神奇寶貝（2001年，由梨子）
- 攻殼機動隊 STAND ALONE COMPLEX（2002年，KURATAN）
- FIRESTORM（日语：FIRESTORM (アニメ)）（2003年，勞拉·霍普）
- ONE PIECE（2003年，麗麗）
- 奇幻兒童（2004年，艾莉絲[7]）
- 學園快樂七福神 ～The 電視漫畫～（日语：はっぴぃセブン）（2005年，宗方未來）
- 完美小姐進化論（2007年，女士）
- 守護甜心!! 心跳（2008年，真奈美的母親）
- 英雄傳說 閃之軌跡 北方戰役（2023年，奧蕾莉亞·勒瑰恩[8]）

### 電影動畫
- 勇者鬥惡龍 達伊的大冒險：突破吧!! 新生6大將軍（日语：ドラゴンクエスト ダイの大冒険 ぶちやぶれ!!新生6大将軍）（1992年，村民）
- 星星的軌道（日语：お星さまのレール）（1993年，由紀子）
- 銀河英雄傳說 新戰爭的序曲（1993年）
- J聯賽的享受100倍快樂的方法!!（日语：Jリーグを100倍楽しく見る方法!!）（1994年）
- 萊陽慈梨之歌（1994年）
- 黃金之法 愛爾康大靈的歷史觀（日语：黄金の法#アニメ映画）（2003年，抹大拉的馬利亞）

### OVA
- 創龍傳（1991年）
- 英雄傳說 王子的啟程（1992年，四人眾）
- （1993年，川原〈姊〉）
- 兵蜂PARADISE WinBee的1/8恐慌（1993年）
- 天氣預報大姊姊（日语：お天気お姉さん (漫画)）（1995年，女主播）
- Legend of Crystania（日语：クリスタニア）（1996年，基里姆）

### 遊戲
1992年
- 超兄貴（辯天）

1994年
- TWIN GODDESS（日语：ツインゴッデス）（詩琳）

1996年
- Eternal Melody（日语：エターナルメロディ）（紅若葉）
- 新幸運騎士 用餐的騎士們（日语：フォーチュン・クエスト）（瑪莉娜）
- 鬥神傳3（日语：闘神伝）（小時候的鳴·海士）

1997年
- 超真實麻雀（日语：スーパーリアル麻雀）P7（麻比奈夏姬）
- 龍騎士4（海王星）
- 夢幻模擬戰IV（瑞秋）

1998年
- 大小姐特急（日语：お嬢様特急）（加古川秋子）
- 聖騎士之戰（米莉亞·蕾姬（日语：ミリア・レイジ））
- 星海遊俠 第二個故事（普莉西絲·F·諾曼）
- 仙窟活龍大戰（日语：仙窟活龍大戦カオスシード）（沙斯塔·荷魯斯）
- 鬥神傳卡片任務（日语：闘神伝）（小時候的鳴·海士）
- 是的安全2（操作員、新聞主播）

1999年
- 塗鴉小子（莉洛）

2000年
- 少女歌手 ～思想曲～（日语：カナリア 〜この想いを歌に乗せて〜）（新城千秋）
- 聖騎士之戰X（日语：GUILTY GEAR X）（米莉亞·蕾姬）
- SIMPLE1500系列 Vol.36 THE 戀愛遊戲 ～夏色Celebration～（日语：夏色Celebration）（高瀨繪里菜）
- 永恆傳奇（奎奇、溫蒂妮）

2001年
- 真·三國無雙2（2001年—2002年，甄姬、女禍）2作品[系列 1]

2002年
- 聖騎士之戰XX（日语：GUILTY GEAR XX）（米莉亞·蕾姬）
- 世界傳奇 變裝迷宮2（日语：テイルズ オブ ザ ワールド なりきりダンジョン2）
- 經典傳奇Vol.1（日语：テイルズ オブ ファンダム Vol.1）（蜜拉爾德·露西、奎奇）

2003年
- EXASKELETON（日语：エグザスケルトン）（克萊爾·休伊特）
- 聖騎士之戰ISUKA（日语：GUILTY GEAR ISUKA）（米莉亞·蕾姬）
- 召喚夜響曲3（雅茲莉亞）
- 真·三國無雙3（2003年—2004年，甄姬、自創武將〈女〉、新武將〈活發〉）3作品[系列 2]
- 交響曲傳奇（溫蒂妮）

2004年
- 真·三國無雙（甄姬）
- 重生傳奇（紮比）

2005年
- 激·三國無雙（日语：激・戦国無双）
- 真·三國無雙4（2005年—2006年，甄姬）3作品[系列 3]
- 世界傳奇 變裝迷宮3（日语：テイルズ オブ ザ ワールド なりきりダンジョン3）

2006年
- 聖騎士之戰：末日審判（日语：GUILTY GEAR JUDGMENT）（米莉亞·蕾姬）
- 雀·三國無雙（日语：雀・三國無双）（甄姬）
- 幻想傳奇 -全語音版-（蜜拉爾德·露恩）

2007年
- 真·三國無雙5（2007年—2009年，甄姬、自創武將〈活發〉）2作品[系列 4]
- 經典傳奇Vol.2（日语：テイルズ オブ ファンダム Vol.2）（溫蒂妮）
- 星色贈禮
- 無雙OROCHI（2007年—2009年，甄姬）3作品[系列 5]

2008年
- 宵星傳奇（溫蒂妮）

2010年
- 真·三國無雙 連袂出擊2（甄姬）
- 幻想傳奇 變裝迷宮X（溫蒂妮、蜜拉爾德）

2011年
- 真·三國無雙6（2011年—2012年，甄姬）4作品[系列 6]
- 世界傳奇 光明神話3（日语：テイルズ オブ ザ ワールド レディアント マイソロジー3）（奎奇、英雄聲音）
- 無雙OROCHI 2（2011年—2013年，甄姬）4作品[系列 7]

2012年
- 真·三國無雙 VS（甄姬）

2013年
- 英雄傳說 閃之軌跡（伊琳娜·萊恩福爾特[9]）
- 真·三國無雙7（2013年—2014年，甄姬[10][11]）3作品[系列 8]
- 交響曲傳奇 同音包（日语：テイルズ オブ シンフォニア ユニゾナントパック）（溫蒂妮）

2014年
- 聖騎士之戰Xrd -SIGN-（日语：GUILTY GEAR Xrd -SIGN-）（米莉亞·蕾姬[12]）

2015年
- 聖騎士之戰Xrd -REVELATOR-（日语：GUILTY GEAR Xrd -REVELATOR-）（米莉亞·蕾姬[13]）
- 夢幻之星Online2（女性共通米莉亞聲音[14]）

2016年
- 召喚夜響曲6 消逝的境界（日语：サモンナイト6 失われた境界たち）（雅茲莉亞[15]）

2017年
- 英雄傳說 閃之軌跡 III（奧蕾莉亞·勒瑰恩[16]）

2018年
- 真·三國無雙8（2018年—2021年，甄姬[17]）2作品[系列 9]
- 英雄傳說 閃之軌跡IV -THE END OF SAGA-（伊琳娜·萊恩福爾特[18]、奧蕾莉亞·勒瑰恩將軍[19]）
- 星海遊俠：回憶（日语：スターオーシャン:アナムネシス）（普莉西絲·F·諾曼）
- 無雙OROCHI 3（2018年—2019年，甄姬）2作品[系列 10]

2021年
- 聖騎士之戰 -奮戰-（米莉亞·蕾姬[20]）

2023年
- 星海遊俠2 第二個故事R（普莉西絲·F·諾曼[21]）

2024年
- 女神異聞錄3 Reload（叶艾蜜莉）

2025年
- 真·三國無雙 起源（甄姬[22]）

### 廣播劇CD
- 來自北國的問候 ―雪色季節―（瑞奇）
- 聖騎士之戰系列（米莉亞·蕾姬（日语：ミリア・レイジ））
  - 『聖騎士之戰X 廣播劇CD Vol.1—2』
  - 『聖騎士之戰XX 廣播劇CD Night of Knives Vol.1—3』
- 廣播劇CD 幻想水滸傳 Vol.1、2（溫蒂）
- CD廣播劇精選集 三國志（日语：CDドラマコレクションズ 三國志）（甘夫人、鄒氏）
- 星海遊俠 第二個故事（普莉西絲·F·諾曼、小圓）
- 永恆傳奇（溫蒂妮）
- 幻想傳奇 變裝迷宮（日语：テイルズ オブ ファンタジア なりきりダンジョン） -太陽之章-（蜜拉爾德）
- 傳奇Ring（日语：テイルズリング） Archive EPIC ONE ～英雄歸還～（蜜拉爾德）
- 女神異聞錄Persona（高見冴子）

### 外語配音

#### 電影
- 革命之路（米莉·坎貝爾〈凱薩琳·哈恩〉）

#### 動畫
- 迪士尼頻道（旁白）
- 杜皮狗（杜皮狗的母親）

### 廣播節目
- 廣播幻想水滸傳 集結！108星！（溫蒂）
- 廣播劇 時間跳躍（西田）

### 電視劇
- Sexy Voice and Robo（日语：セクシーボイスアンドロボ#テレビドラマ）（2007年）妮可出去的聲音

### 電影
- 宇宙貨物船遺蹟6號（日语：宇宙貨物船レムナント6）（1996年）明日香的聲音

### 旁白
- Super NEWS（日语：FNNスーパーニュース）（旁白）
- Game Wave（旁白）
- NHK高校講座理科綜合B（日语：NHK高校講座）（旁白）
- （旁白）
- （旁白）
- （旁白）
- 週刊人物LIVE 星☆男（日语：スタ☆メン）（旁白）
- 情報LIVE EZ！TV（日语：情報ライブ EZ!TV）（直播旁白）
- 獨家新聞！（旁白）
- 超級J頻道（直播旁白）
- TONIGHT 2（日语：トゥナイト2）（旁白）
- PINPON！（日语：ピンポン!）（旁白）
- （旁白）
- 週六工作室公園（日语：土スタ）（旁白）
- 中井精也的鐵道之旅（日语：中井精也のてつたび）（旁白）
- TELEMETRY 2019（日语：テレメンタリー）「在失去生命之前 ～防災意識的轉折點～」（2019年9月29日，朝日電視台、山形電視台製作）

### 其它電視節目
- 鐵人料理（倒計時聲音）
- 笑一笑又何妨！（出演《美好的情書世界》《重來的情書世界》作為朗讀，1997年4月—1998年3月、1999年4月—2000年3月）
- （麗、八）
- 中居大師說（遺族母親的聲音）
- 塔摩利俱樂部（1998年9月4日，在第1屆「性治療比賽」中客串配音）

### 其它
- Dydo Drinco（日语：ダイドードリンコ）有聲自動販賣機（標準語版）[23]
- 電影 Simsons（日语：シムソンズ）DVD，幕後花絮旁白

## 腳註

## 外部連結
- 住友優子｜青二Production （日語）
- （日語）
- （日語）—住友優子的官方個人部落格（2020年01月19日note部落格轉移）。
- （日語）—住友優子的官方個人部落格。